# Catarina Gjellan
Catarina Gjellan, född 1 oktober 1963, är en svensk före detta fotbollsspelare (back).
Gjellan representerade på klubbnivå Alnö IF och Gideonsbergs IF. Hon gjorde landslagsdebut 1983 och spelade 2 matcher (0 mål) i A-landslaget. Hon var även uttagen i Sveriges trupp till dam-EM i fotboll 1984, men fick ingen speltid i mästerskapet.